# 小行星5061
小行星5061（英語：5061 McIntosh）是一颗围绕太阳公转的小行星。1988年2月22日，罗伯特·H·麦克诺特在赛丁泉山发现了此天体。
这颗小行星的绝对星等为215.31183等。